# Christmas Holiday
Christmas Holiday (br: Férias de Natal) é um filme de drama dos Estados Unidos de 1944, realizado por Robert Siodmak.  

## Resumo
Após tornar-se tenente, Charles Mason (Dean Harrens) não vê a hora de ir para São Francisco e aproveitar a licença de Natal para se casar com Mona.
Mas depressa o seu sonho é desfeito, ao receber um telegrama da própria Mona a dizer que já casou com outro. Mesmo assim Charles decide ir para São Francisco, mas por causa do mau tempo o seu avião é forçado a aterrar em Nova Orleães. Ao ir numa casa nocturna ele conhece Jackie Lamont (Deanna Durbin), uma cantora da discoteca.
Gradualmente a conversa torna-se cada vez mais franca e Jackie confessa ser Abigail Manette, a esposa de Robert Manette (Gene Kelly), que foi condenado a prisão perpétua por ter morto Teddy Jordan, um agente de apostas.
Ela sente-se atormentada por ainda amar Robert e, além disto, a dominadora mãe dele a considera culpada pela condenação do filho. Mas a história entre Robert e Abigail ainda não tinha chegado ao seu fim.

## Elenco
- Deanna Durbin (Jackie Lamont / Abigail Martin)
- Gene Kelly (Robert Monette)
- Richard Whorf (Simon Fenimore)
- Dean Harens (Charles Mason)
- Gladys George (Valerie de Merode)
- Gale Sondegaard (Sra. Monette)
- David Bruce (Gerald Tyler)

## Prémios e nomeações
- Recebeu uma nomeação ao Óscar de Melhor Banda Sonora